# 半海一晃
半海 一晃（はんかい かずあき、1958年〈昭和33年〉8月11日 - ）は、日本の俳優。宮城県石巻市貞山（旧町名：南谷地）出身。マックス・プロモート所属。宮城県石巻高等学校、日本大学芸術学部演劇学科卒業。既婚。

## 人物・来歴
1981年にオンシアター自由劇場に入団。
1988年にはオフオフ東京を結成。
金田明夫とは親交があり、友人の間柄である。
課長・教頭などの役柄が多いためか、「中間管理職俳優」を自称している。
堤幸彦作品にたびたび起用されている。

## 出演

### 映画
- サトラレ（2001年） - 本間秀幸（事務局長）
- ピカ☆ンチ LIFE IS HARDだけどHAPPY（2002年） - 恩田琢磨の父
- 青春ばかちん料理塾（2003年）
- 69 sixty nine（2004年）
- サヨナラCOLOR（2005年） - 三枝医師
- 花田少年史 幽霊と秘密のトンネル（2006年）
- 虹の女神（2006年）
- ケータイ刑事 THE MOVIE バベルの塔の秘密〜銭形姉妹への挑戦状（2006年） - 安藤尋
- 自虐の詩（2007年） - 森田幸江の担任
- 相棒シリーズ 鑑識・米沢守の事件簿（2009年） - 広田努
- MW-ムウ-（2009年） - 山下孝志
- 映画 怪物くん（2011年） - 爺や
- ストロベリーナイト（2013年、佐藤祐市監督） - 林克彦
- んで、全部、海さ流した。（2013年、庄司輝秋監督） - 佐藤塾長
- 劇場版 SPEC〜結〜 爻ノ篇（2013年、堤幸彦監督） - 市郷甘雄（市郷医師）
- 薔薇色のブー子（2014年、福田雄一監督） - コインロッカーのおじさん
- あいときぼうのまち（2014年、菅乃廣監督）
- 天空の蜂（2015年） - 島岡局長
- 真田十勇士（2016年） - 商家のあるじ
- 新解釈・三國志（2020年） - 魯粛
- サンセット・サンライズ（2025年） - 狩野和彦 役[5]

### テレビドラマ

#### NHK
- 菜の花の沖（2000年） - 平蔵 役
- 妻の卒業式（2004年） - 山岸直正 役
- 純情きらり（2006年） - 秋山均 役
- 堀部安兵衛（2007年） - 大場一平 役
- オトコマエ!（2008年） - 伊三次 役
- 行列48時間（2009年） - 永岡信夫 役
- 未解決事件 File.02 実録・オウム真理教（2012年） - 前田祐介 役
- 吉原裏同心（2014年） - 茂蔵 役
- おそろし〜三島屋変調百物語（2014年） - 辰二郎 役
- ラギッド!（2015年） - 鈴木卓也 役
- 鼠、江戸を疾る2（2016年） - 米倉忠時 役
- おしい刑事 第2シリーズ（2021年） - 山崎たかし 役
- ひきこもり先生（2021 - 2022年） - 長嶺幸二 役
- 青天を衝け（2021年） - 小村寿太郎 役

#### 日本テレビ
- せいぎのみかた（1997年）
- フードファイト（2000年）
- 天使が消えた街（2000年）
- 愛犬ロシナンテの災難（2001年）
- SPEED STAR（2001年）
- 続・平成夫婦茶碗（2002年） - 新庄イチロー 役
- ナイトホスピタル〜病気は眠らない〜（2002年） - 森永
- 幸福の王子（2003年）
- 警視庁鑑識班2004（2004年1月 - 3月） - 志倉紀夫 役
- 火曜サスペンス劇場
  - 刑事・鬼貫八郎16（2004年3月16日） - 岡田孝治 役
- 女王の教室（2005年） - 上野教頭 役
- セクシーボイスアンドロボ（2007年） - 半海刑事 役
- 演歌の女王（2007年） - 志田医師 役
- 有閑倶楽部（2007年） - 村上教頭 役
- 貧乏男子 ボンビーメン（2008年）
- おせん（2008年） - 美濃豆腐屋さん 役
- オー!マイ・ガール!!（2008年）
- 夢をかなえるゾウ（2008年） - 西川部長 役
- 赤鼻のセンセイ（2009年） - 花火職人の境さん 役
- ギネ 産婦人科の女たち（2009年） - 岸本昭一
- 曲げられない女（2010年）
- 怪物くん（2010年） - 爺や 役
- 黄金の豚-会計検査庁 特別調査課-（2010年） - 漆原龍太郎（村長） 役
- リバウンド（2011年） - 神谷貴之 役
- 家政婦のミタ（2011年）
- 名探偵コナン（2012年） - 鵜飼恒夫 役
- 三毛猫ホームズの推理（2012年） - 相良講師 役
- シェアハウスの恋人（2013年） - 杉ノ原二郎 役
- 雲の階段（2013年） - 宮坂静雄 役
- 松本清張 わるいやつら（2014年） - 下見沢作雄 役
- 金田一少年の事件簿N（2014年） - 狩谷周平 役
- デスノート（2015年） - ワタリ 役
- 花咲舞が黙ってない（2015年） - 水原伍郎 役
- さよならドビュッシー 〜ピアニスト探偵 岬洋介〜（2016年3月18日） - 加納由紀夫弁護士 役
- 日曜ドラマ ゆとりですがなにか 第7話・第8話・最終話（2016年5月29日・6月5日・19日）[6] - 植木職人 役
- ドロ刑（2018年） - 米田卓三（カメレオンの卓） 役
- 金田一少年の事件簿（2022年） - 菊蔵 役[7]
- 夫婦が壊れるとき（2023年） - 高梨院長 役
- 新空港占拠 （2024年） - 七尾統真 役
- 厨房のありす（2024年） - 柳田医師 役
- GO HOME〜警視庁身元不明人相談室〜（2024年） - 武藤晴夫 役[8]
- 高杉さん家のおべんとう（2024年） - 風谷久郎 役[9]

#### TBS
- ランデヴー （1998年）
- ケイゾク（1999年） - 平良文弘 役
- L×I×V×E（1999年）
- 魔女の条件（1999年）
- 独身生活（1999年）
- 3年B組金八先生（1999年） - 安斉記者
- あっとほーむ（2000年）
- 池袋ウエストゲートパーク（2000年）
- 永遠の1/2（2000年）
- 百年の物語　第3夜 現代編 OnlyLove　(2000年)
- 恋がしたい恋がしたい恋がしたい（2001年） - 教頭先生 役
- 世界で一番熱い夏（2001年） - ホームレス・森ちゃん 役
- 天国に一番近い男（2001年）
- ハンドク!!!（2001年） - 財前八郎 役
- 愛なんていらねえよ、夏（2002年） - 真壁恭一 役
- またのお越しを（2003年） - 須藤圭一 役
- ほーむめーかー（2004年） - 小林広也 役
- ホームドラマ!（2004年）
- ケータイ刑事 銭形泪（2004年） - ゲッヘルス 役
- H2〜君といた日々（2005年） - 上武医師 役
- タイガー&ドラゴン（2005年） - 半蔵 役
- 花より男子（2005年） - TOJ司会者
- 里見八犬伝（2006年） - やす平 役
- 吾輩は主婦である（2006年） - 刑事 役
- クロサギ（2006年） - 佐多の秘書 役
- タイヨウのうた（2006年） - 黒岩記者 役
- ケータイ刑事 銭形シリーズ（2006年） - 辰五郎 役
- 恋する日曜日（2006年） - エスパー田所 役
- ケータイ刑事 銭形雷（2006年） - 死神博士 役
- 誰よりもママを愛す（2006年）
- 地獄の沙汰もヨメ次第（2007年） - 鍋島誠一郎 役
- 山田太郎ものがたり（2007年） - エアギター選手権司会者 役
- ROOKIES（2008年） - 山井秀光 役
- 東京少女瓜生美咲（2008年） - 西村次郎 役
- 流星の絆（2008年） - 寺西オーナー 役
- 本日も晴れ。異状なし（2009年） - 平良公平 役
- 小公女セイラ（2009年） - 三浦良夫 役
- ケータイ刑事 銭形結（2011年） - 永持力 役
- 運命の人（2012年） - 長谷川勝次 役
- 天魔さんがゆく（2013年） - 佐野助役 役
- 99.9-刑事専門弁護士- SEASON II（2018年） - 鈴木二郎 役
- 月曜ミステリー劇場
  - 松本清張特別企画・殺意（2004年） - 柳瀬啓一 役
  - 浅見光彦シリーズ21（2005年） - 宮沢刑事 役

#### フジテレビ
- D坂の殺人事件（1992年）
- TEAM（1999年）
- 風の行方（1999年）
- 涙をふいて（2000年）
- 女子アナ。（2001年）
- 私を旅館に連れてって（2001年） - 中村 役
- 恋ノチカラ（2002年）
- 空から降る一億の星（2002年） - 半沢 役
- ビッグマネー!〜浮世の沙汰は株しだい〜（2002年） - 岡本二郎 役
- めだか（2004年） - 冨樫陽一（主任） 役
- 劇団演技者。（2004年） - クニオ・シュタイナー 役
- 西遊記（2006年） - お水様（霊感大王） 役
- 硫黄島〜戦場の郵便配達〜（2006年） - 村上治重 役
- プロポーズ大作戦 (テレビドラマ)（2007年） - 映画監督 役
- 出るトコ出ましょ!（2007年） - 金剛昇 役
- 大韓航空機爆破事件から20年 金賢姫を捕らえた男たち 〜封印された3日間〜（2007年） - 夏目参事官 役
- 千の風になって ドラマスペシャル（2008年） - ナレーション
- ジュテーム〜わたしはけもの（2008年） - タクツー運転手 役
- 未来世紀シェイクスピア（2008年） - ZERO 役
- 戦場のメロディ（2009年） - 川島雄一 役
- ホストの女房（2009年） - 成海庄治 役
- まっすぐな男 第2話（2010年1月） - 建設反対住民の男 役
- 地下鉄サリン事件 15年目の闘い〜あの日、霞ヶ関で何が起こったのか〜（2010年） - ナレーション
- フリーター、家を買う。 第1話（2010年10月19日） - 部長 役
- CONTROL〜犯罪心理捜査〜（2011年） - 藤本俊昭 役
- 謎解きはディナーのあとで
  - （2011年） - 椎藤寛治 役
  - スペシャル〜風祭警部の事件簿〜（2013年） - 金森秀太郎（番頭） 役
- ストロベリーナイト（2012年） - 林克彦（警部補） 役
- SMOKING GUN〜決定的証拠〜（2014年） - 浜幸彦 役
- 極悪がんぼ（2014年） - 鼠小太郎 役
- HERO 第2シリーズ（2014年） - 加賀谷勇雄 役
- 馬子先輩の言う通り（2015年） - 清掃員・谷根 役
- 一の悲劇（2016年） - 竹内警部補 役
- キャリア〜掟破りの警察署長〜（2016年） - 元山照夫 役
- SUITS/スーツ（2018年） - 糸井公一 役
- 金曜エンタテイメント
  - 壁ぎわ税務官（2003年） - 浅墓大一 役
  - 事件調査員 南条真琴 東京〜隠岐 摩天崖殺人事件（2005年2月25日） - 取り立て屋
- 金曜プレステージ
  - 屋台弁護士2（2007年） - 久里浜清晴 役
  - 鬼刑事 米田耕作2（2013年） - 池内源太郎 役
- ほんとにあった怖い話
  - 「悪夢の十三日」（2011年） - 牛山幸一 役
  - 「押入れが怖い」（2016年） - 平田勇 役

#### テレビ朝日
- 恋愛詐欺師（1999年） - 部長 役
- TRICK（2003年） - 政治家 役
- 加藤家へいらっしゃい! 〜名古屋嬢っ〜（2004年） - 蜷河原 役
- 終りに見た街（2005年）
- 下北サンデーズ（2006年） - 里中十郎 役
- PS -羅生門-（2006年） - 竹岡次長 役
- スシ王子!（2007年） - 多々羅篤 役
- 点と線（2007年） - 函館駅駅員 役
- 未来講師めぐる（2008年） - 井上 役
- パズル（2008年） - 山崎誠 役
- 就活のムスメ（2009年） - 野地辰平 役
- 刑事一代 平塚八兵衛の昭和事件史（2009年） - 皆川静雄 役
- 崖っぷちのエリー〜この世でいちばん大事な「カネ」の話〜（2010年） - 恩田マネージャー 役
- 警視庁継続捜査班（2010年） - 森谷英之 役
- ナサケの女〜国税局査察官〜（2010年） - 倉田オーナー 役
- 検事・鬼島平八郎（2010年） - 馬場光晴 役
- ボーイズ・オン・ザ・ラン（2012年） - 佐渡島影樹 役
- ドクターX〜外科医・大門未知子〜（2012年） - 二階堂登 役
- DOCTORS〜最強の名医〜（2013年） - 戸倉充博 役
- ゴールドウーマン（2016年） - 工藤金太 役
- グ・ラ・メ!〜総理の料理番〜（2016年） - 三戸耕平 役
- 刑事犬養隼人2（2016年） - 日下康介 役
- 未解決の女 警視庁文書捜査官（2018年） - 新海雄二 役
- ハゲタカ（2018年） - 百瀬和磨 役
- リーガルV〜元弁護士・小鳥遊翔子〜（2018年） - 長友英世 役
- にじいろカルテ（2021年） - 筑紫次郎 役
- 刑事7人 第7シリーズ（2021年） - 高橋博 役
- 土曜ワイド劇場
  - 愛と死の境界線（2011年） - 江木義彦 役
  - 遺品の声を聴く男3（2012年） - 飯島亮二 役
  - ゴールドウーマン（2016年） - 工藤金太 役

#### テレビ東京
- にごりえ（1993年）
- 警視庁ゼロ係〜生活安全課なんでも相談室〜 FIRST SEASON 第1話・第2話（2016年1月15日・22日）[10] - 杉内義久 役
- 女と愛とミステリー
  - 警視庁強行犯係・樋口顕2（2004年） - 高森医師 役
- GO!GO!HEAVEN!（2005年） - マーチン張本 役
- 癒されたい男（2019年） - 鴻池太郎 役
- 孤独のグルメ Season8 第10話（2019年12月7日） - マスター 役
- テレビ東京開局55周年特別企画 新春ドラマスペシャル 最後のオンナ（2020年1月6日） - 田端 役[11]
- ガル学。～ガールズガーデン～（2021年） - ゲン 役[12]

#### WOWOW
- パンドラII（2010年） - 熊谷治作 役

#### その他
- スター☆コンチェルト〜オレとキミのアイドル道〜（2017年） - 権田原稲造 役

### 配信ドラマ
- トラックガール2 最終話（2025年配信予定）[13]

### 舞台
- 白蟻の巣（2017年3月） - 大杉安之助 役

### バラエティ番組 ほか
- チューボーですよ!
- 踊る!さんま御殿!!
- タモリ倶楽部
- 世界ふれあい街歩き（NHK）ナレーション
- カミングアウトバラエティ 秘密のケンミンSHOW
- 痛快TV スカッとジャパン